# Celostátní československá soutěž v kopané 1954
V soubojích 23. ročníku 2. nejvyšší fotbalové soutěže – Celostátní československé soutěže v kopané 1954 – se utkalo 20 mužstev ve dvou skupinách po 10 účastnících každý s každým dvoukolovým systémem jaro–podzim. Tento ročník začal v neděli 28. března 1954 a skončil v neděli 31. října 1954.
Každý z účastníků celostátní soutěže musel obhájit své druholigové místo ve dvojzápase s vítězem příslušné krajské soutěže. V těchto soubojích neuspěly a tím pádem sestoupily týmy DSO Spartak Dukla Karlín, DSO Spartak Třebíč, DŠO Spartak Topoľčany, DSO Jiskra Gottwaldov, DSO Tatran Prostějov a DŠO Iskra Opatová.

## Skupina A
| Poř. | Tým                             | Z  | V  | R | P  | VG | OG | B  |
| ---- | ------------------------------- | -- | -- | - | -- | -- | -- | -- |
| 1.   | DSO Jiskra Liberec              | 18 | 16 | 1 | 1  | 52 | 17 | 33 |
| 2.   | DSO Tatran Teplice              | 18 | 10 | 3 | 5  | 51 | 18 | 23 |
| 3.   | DSO Jiskra Semtín               | 18 | 10 | 1 | 7  | 60 | 25 | 21 |
| 4.   | DSO Spartak Hradec Králové ZVÚ  | 18 | 10 | 1 | 7  | 29 | 25 | 21 |
| 5.   | DSO Slavoj České Budějovice (N) | 18 | 10 | 1 | 7  | 37 | 36 | 21 |
| 6.   | Posádkový dům armády Plzeň      | 18 | 8  | 3 | 7  | 31 | 37 | 19 |
| 7.   | DSO Spartak Dukla Karlín (N)    | 18 | 7  | 4 | 7  | 39 | 34 | 18 |
| 8.   | DSO Spartak Čelákovice (N)      | 18 | 5  | 3 | 10 | 25 | 38 | 13 |
| 9.   | DSO Spartak Třebíč (N)          | 18 | 2  | 3 | 13 | 33 | 60 | 7  |
| 10.  | DSO Dynamo Karlovy Vary (N)     | 18 | 2  | 0 | 16 | 22 | 87 | 4  |

Poznámky:
- Z = Odehrané zápasy; V = Vítězství; R = Remízy; P = Prohry; VG = Vstřelené góly; OG = Obdržené góly; B = Body; (N) = Nováček (postoupivší z nižší soutěže); (S) = Sestoupivší z vyšší soutěže

|  | Postup do Přeboru československé republiky 1955 |
|  | Sestup do Oblastní soutěže 1955                 |

## Skupina B
| Poř. | Tým                                | Z  | V  | R | P  | VG | OG | B  |
| ---- | ---------------------------------- | -- | -- | - | -- | -- | -- | -- |
| 1.   | DŠO Spartak Trnava                 | 18 | 12 | 4 | 2  | 52 | 19 | 28 |
| 2.   | TJ Rudá hvězda Brno                | 18 | 12 | 2 | 4  | 58 | 26 | 26 |
| 3.   | DŠO Spartak Topoľčany (N)          | 18 | 12 | 2 | 4  | 54 | 25 | 26 |
| 4.   | DSO Jiskra Podvesná Gottwaldov (S) | 18 | 9  | 4 | 5  | 25 | 21 | 22 |
| 5.   | DSO Baník Vítkovice                | 18 | 8  | 3 | 7  | 32 | 28 | 19 |
| 6.   | DSO Tatran Prostějov (N)           | 18 | 8  | 1 | 9  | 35 | 38 | 17 |
| 7.   | DŠO Spartak VSS Košice             | 18 | 4  | 7 | 7  | 23 | 24 | 15 |
| 8.   | DŠO Iskra Opatová                  | 18 | 4  | 3 | 11 | 10 | 46 | 11 |
| 9.   | DŠO Iskra Ružomberok (N)           | 18 | 4  | 0 | 14 | 26 | 54 | 8  |
| 10.  | DŠO Tatran Vranov nad Topľou       | 18 | 3  | 2 | 13 | 16 | 50 | 8  |

Poznámky:
- Z = Odehrané zápasy; V = Vítězství; R = Remízy; P = Prohry; VG = Vstřelené góly; OG = Obdržené góly; B = Body; (N) = Nováček (postoupivší z nižší soutěže); (S) = Sestoupivší z vyšší soutěže

|  | Postup do Přeboru československé republiky 1955 |
|  | Sestup do Oblastní soutěže 1955                 |